# Michail Andrejewitsch Schatelen

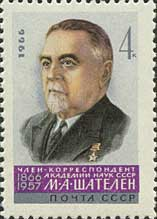
Michail Andrejewitsch Schatelen (Briefmarke der Post der UdSSR, 1966)

Michail Andrejewitsch Schatelen (russisch Михаил Андреевич Шателен; * 1. Januarjul. / 13. Januar 1866greg. in Anapa; † 31. Januar 1957 in Leningrad) war ein russischer Elektroingenieur und Hochschullehrer.

## Leben
Schatelens Eltern waren der Finanzbeamte Andrei Alexandrowitsch Schatelen und seine Frau Julija Wassiljewna geborene Nowizkaja. Bald nach Schatelens Geburt zog die Familie nach Tiflis. Schatelen besuchte dort das Erste Tifliser Klassische Gymnasium und verließ es 1884 mit einer Goldmedaille.
Darauf studierte Schatelen an der physikalisch-mathematischen Fakultät der Universität St. Petersburg. Nach der Vorstellung seiner ersten wissenschaftlichen Arbeit über Methoden zur Untersuchung der Polarisation der Sonnenkoronastrahlung beschloss der Fakultätsrat, ihn 1888 in den Vorbereitungsdienst für die Professorenlaufbahn aufzunehmen. 1888 wurde er nach Paris geschickt. Er hörte Vorlesungen an der Elektrotechnik-Hochschule und an der Universität von Paris. Daneben arbeitete er in der Edison-Fabrik, in der er schließlich Chef-Monteur wurde. 1890 kehrte er an die Universität St. Petersburg zurück und arbeitete am Lehrstuhl für Physik als Assistent der Professoren Iwan Borgman und Nikolai Jegorow. Daneben lehrte er am St. Petersburger Bergbau-Institut.
1893 wurde die Technik-Schule des Posttelegrafenamtes in St. Petersburg in das St. Petersburger Elektrotechnik-Institut (ETI) umgewandelt. Nach erfolgreichem Abschluss des Auswahlverfahrens und zwei öffentlichen Probevorlesungen wurde Schatelen als Erster in Russland Professor für Elektrotechnik am ETI. 1900 wurde er Ehrenmitglied der französischen Elektrotechniker-Gesellschaft und Ehrensekretär des American Institute of Electrical Engineers. Auf der Weltausstellung Paris 1900 war er Jurymitglied für Elektrotechnik. 1901 wurde er mit anderen Professoren wegen Unterstützung der Studentenbewegung aus dem ETI entlassen.
Im Juli 1901 wurde Schatelen vom Finanzminister S. J. Witte aufgefordert, sich an der Organisation des neuen Polytechnischen Instituts in St. Petersburg zu beteiligen. Schatelen wurde dort Professor und dann Dekan der Elektromechanik-Abteilung. Das Polytechnische Institut blieb sein Arbeitsmittelpunkt bis zu seinem Tode.
1906 bei der Stiftung des Popow-Preises des ETI gehörte Schapelen zur Preisverleihungskommission neben Pawel Woinarowski (Vorsitz), Alexander Krakau, Pjotr Ossadtschi, Nikolai Jegorow, Alexei Petrowski und anderen.
Im Februar 1907 verlor Schatelen das Dekan-Amt wegen „ungesetzlicher Pflichtvernachlässigung“, erhielt eine strenge Rüge und konnte aber weiter am Polytechnischen Institut lehren.
Nach der Oktoberrevolution trat Schatelen 1920 in die Staatliche Kommission für die Elektrifizierung Russlands ein, die später in die Staatliche Plankommission überging. Dort war Schatelen Beauftragter für Petrograd und den Nord-Rajon. Der Plan für die Elektrifizierung des Nord-Rajons wurde genehmigt und diente als Muster für die anderen Rajone. Dazu war Schatelen 1921–1932 Mitglied der Kommission für die Elektrifizierung des Urals und des Donbas. Er war Experte für die zu bauenden Wasserkraftwerke am Wolchow, Swir und Dnepr und leitete das Wolchow-Büro. Auf Schatelens Initiative erschien ab 1922 die Zeitschrift Elektritschestwo. 1923 nahm Schatelen an der internationalen Konferenz über Hochspannungsnetze teil und war Vizepräsident des Konferenzkomitees. 1926 wurde er in den Rat der International Electrotechnical Commission gewählt. Zusammen mit W. F. Mitkewitsch und W. A. Tolwinski erarbeitete er 1928–1934 ein mehrbändiges Handbuch für Elektrotechniker.
1924 wurde Schatelen an das Leningrader Hauptamt für Maße und Gewichte berufen. Als Obermetrologe gründete und leitete er das Photometrie-Eichlaboratorium. 1929–1932 war er Präsident des Hauptamtes für Maße und Gewichte.
1931 wurde Schatelen Korrespondierendes Mitglied der Akademie der Wissenschaften der UdSSR (AN-SSSR) und beteiligte sich an der Organisation des Energietechnik-Instituts der AN-SSSR.
Nach Beginn des Deutsch-Sowjetischen Krieges wurde Schatelen im September 1941 nach Taschkent evakuiert, wo er für die Rüstung arbeitete. Er wurde Professor am evakuierten Leningrader Polytechnischen Institut und am Mittelasien-Industrie-Institut. Er beteiligte sich an der Organisation der usbekischen Filiale der AN-SSSR und wurde ihr Präsident. 1944 kehrte er mit dem Polytechnischen Institut nach Leningrad zurück. Er lehrte nun dort und leitete das Leningrader Energietechnik-Laboratorium der AN-SSSR.
Schatelen wurde auf dem Leningrader Bogoslowskoje-Friedhof begraben.
Schatelens jüngerer Bruder Sergei war nach der Februarrevolution 1917 russischer Vizefinanzminister, emigrierte nach der Oktoberrevolution, wurde Bankier und starb 1946 in London.

## Ehrungen
- Orden des Roten Banners der Arbeit (1936)
- Leninorden (1945, 1946, 1953, 1956)
- Medaille „Für die Verteidigung Leningrads“
- Medaille „Für heldenmütige Arbeit im Großen Vaterländischen Krieg 1941–1945“
- Stalinpreis II. Klasse (1949)
- Held der sozialistischen Arbeit (1956)[2]
- Verdienter Wissenschaftler der RSFSR